# Lusia Steele
Lusia Steele est une coureuse cycliste britannique née le 21 juin 2000 à Paisley (Écosse). Spécialiste des épreuves de vitesse sur piste, elle a remporté la médaille d'argent de la vitesse par équipes aux championnats d'Europe 2020.

## Biographie
Lusia Steele commence le cyclisme en 2008. En 2016, elle gagne sept titres de championne d'Écosse au cours de l'année. À la fin du novembre de cette année, elle rejoint le programme de performance de cyclisme écossais, dans le cadre de sa préparation pour passer au niveau junior (moins de 19 ans). 
En juillet 2018, elle remporte deux titres de championne de Grande-Bretagne chez les juniors, sur le 500 mètres et la vitesse. En août de la même année, elle fait ses débuts avec l'équipe nationale britannique aux championnats du monde sur piste juniors en Suisse. Des quatorze sélectionnés, elle est la seule cycliste écossaise de l'équipe. 
En novembre 2020, pour ses débuts chez les élites, elle participe aux championnats d'Europe sur piste en Bulgarie. Elle décroche la médaille d'argent sur la vitesse par équipes avec Blaine Ridge-Davis, Millicent Tanner et Lauren Bate. Après ce premier podium international, elle déclare que ses prochains objectifs sont les Jeux du Commonwealth de 2022 à Birmingham et les Jeux olympiques d'été de 2024 à Paris. Cela semblait être une équipe avec un grand avenir, mais Steele a traversé une série de problèmes de santé mentale, ce qui l'éloigne de l'entrainement en 2021. En novembre 2022, elle annonce arrêter sa carrière de cycliste, à 22 ans.

## Palmarès

### Jeux du Commonwealth
| Édition / Épreuve | Vitesse par équipes |
| Birmingham 2022   | 6e                  |

### Championnats d'Europe
| Édition / Épreuve | Vitesse par équipes |
| Plovdiv 2020      | Argent              |

### Championnats de Grande-Bretagne
- 2017
  - 2e du 500 mètres juniors
- 2018
  -  Championne de Grande-Bretagne du 500 mètres juniors
  -  Championne de Grande-Bretagne de vitesse individuelle juniors
  - 2e de la vitesse par équipes
- 2019
  - 3e de la vitesse par équipes
- 2020
  - 2e de la vitesse par équipes